# Liga das Nações de Voleibol Masculino de 2025
A Liga das Nações de Voleibol Masculino de 2025 foi a sétima edição deste torneio anual organizado pela Federação Internacional de Voleibol (FIVB). O torneio ocorreu de 11 de junho a 3 de agosto, com as finais sendo realizadas em Ningbo, na China.
Então campeã, a França não conseguiu defender o seu título ao ser superada pela Eslovênia na semifinal. A Polônia conquistou seu segundo título ao derrotar a Itália na final por 3–0. Os poloneses se juntaram com a Rússia e a França como as maiores vencedoras da Liga das Nações Masculina. O Brasil conquistou a sua primeira medalha de bronze ao vencer a Eslovênia por 3–1, além de voltar a disputar uma semifinal após três eliminações seguidas nas quartas de final.

## Participantes
Em 13 de fevereiro de 2024, foi anunciada uma reformulação no calendário do voleibol mundial, com a ampliação de 16 para 18 seleções participantes na Liga das Nações. Fazendo parte das mudanças, a Challenger Cup foi extinta e todas as equipes passaram a fazer parte do torneio utilizando o ranking mundial. Com isso, a equipe com o pior desempenho na fase preliminar foi substituída pela não participante de melhor ranking na edição seguinte.
A China voltou a participar do torneio após um ano ausente por ter sido a última equipe vencedora da Challenger Cup, enquanto que a Ucrânia fez a sua estreia por ser a equipe mais bem classificada no ranking.
| Confederação | Seleção        | Presenças | Primeira presença | Última presença | Melhor resultado anterior       |
| ------------ | -------------- | --------- | ----------------- | --------------- | ------------------------------- |
| CEV          | Alemanha       | 6         | 2018              | 2024            | Nono lugar (2018)               |
| CEV          | Bulgária       | 6         | 2018              | 2024            | Décimo primeiro lugar (2018)    |
| CEV          | Eslovênia      | 4         | 2021              | 2024            | Quarto lugar (2021 e 2024)      |
| CEV          | França         | 6         | 2018              | 2024            | Campeã (2022 e 2024)            |
| CEV          | Itália         | 6         | 2018              | 2024            | Quarto lugar (2022 e 2023)      |
| CEV          | Países Baixos  | 4         | 2021              | 2024            | Oitavo lugar (2022)             |
| CEV          | Polônia        | 6         | 2018              | 2024            | Campeã (2023)                   |
| CEV          | Sérvia         | 6         | 2018              | 2024            | Quinto lugar (2018)             |
| CEV          | Turquia        | 1         | 2024              | 2024            | Décimo sexto lugar (2024)       |
| CEV          | Ucrânia        | 1         | –                 | –               | Estreante                       |
| AVC          | China          | 4         | 2018              | 2023            | Décimo terceiro lugar (2022)    |
| AVC          | Irã            | 6         | 2018              | 2024            | Quinto lugar (2019)             |
| AVC          | Japão          | 6         | 2018              | 2024            | Vice-campeã (2024)              |
| NORCECA      | Canadá         | 6         | 2018              | 2024            | Sexto lugar (2024)              |
| NORCECA      | Cuba           | 2         | 2023              | 2024            | Nono lugar (2024)               |
| NORCECA      | Estados Unidos | 6         | 2018              | 2024            | Vice-campeã (2019, 2022 e 2023) |
| CSV          | Argentina      | 6         | 2018              | 2024            | Quinto lugar (2023)             |
| CSV          | Brasil         | 6         | 2018              | 2024            | Campeã (2021)                   |

## Fórmula de disputa
Fase preliminar
A Liga das Nações de 2025 foi disputada com base na mesma fórmula de competição da edição de 2024. As 18 equipes participantes foram classificadas do 1.º ao 18.º lugar no ranking mundial da FIVB após o término da última edição, e cada equipe joga um total de 12 partidas durante a fase preliminar ao longo de 3 semanas, contra adversários igualmente fortes – 3 partidas contra equipes classificadas do 1.º ao 6.º, 3 partidas contra equipes classificadas do 7.º ao 12.º, 3 partidas contra equipes classificadas do 13.º ao 18.º.
Fase final
A fase final é disputada em sistema eliminatório, composta pelas sete melhores equipes da fase classificatória além da equipe do país anfitrião.

## Calendário
A tabela dos grupos foi anunciada em 10 de dezembro de 2024.
| Primeira semana: 11–15 de junho                            | Primeira semana: 11–15 de junho                                | Primeira semana: 11–15 de junho                                  |
| Grupo 1 Quebec                                             | Grupo 2 Rio de Janeiro                                         | Grupo 3 Xian                                                     |
| ---------------------------------------------------------- | -------------------------------------------------------------- | ---------------------------------------------------------------- |
| Alemanha · Argentina · Bulgária · Canadá · França · Itália | Brasil · Cuba · Eslovênia · Estados Unidos · Irã · Ucrânia     | China · Japão · Países Baixos · Polônia · Sérvia · Turquia       |
| Segunda semana: 25–29 de junho                             |                                                                |                                                                  |
| Grupo 4 Burgas                                             | Grupo 5 Hoffman Estates                                        | Grupo 6 Belgrado                                                 |
| Bulgária · Eslovênia · França · Japão · Turquia · Ucrânia  | Brasil · Canadá · China · Estados Unidos · Itália · Polônia    | Alemanha · Argentina · Cuba · Irã · Países Baixos · Sérvia       |
| Terceira semana: 16–20 de julho                            |                                                                |                                                                  |
| Grupo 7 Gdansk                                             | Grupo 8 Liubliana                                              | Grupo 9 Chiba                                                    |
| Bulgária · China · Cuba · França · Irã · Polônia           | Canadá · Eslovênia · Itália · Países Baixos · Sérvia · Ucrânia | Alemanha · Argentina · Brasil · Estados Unidos · Japão · Turquia |
| Fase final: 30 de julho–3 de agosto                        |                                                                |                                                                  |
| Ningbo                                                     |                                                                |                                                                  |

## Locais

### Fase preliminar
| Primeira semana                 | Primeira semana                           | Primeira semana                         |
| Grupo 1                         | Grupo 2                                   | Grupo 3                                 |
| Videotron Centre Quebec, Canadá | Maracanãzinho Rio de Janeiro, Brasil      | Xi'an Qujiang Sports Center Xian, China |
| ------------------------------- | ----------------------------------------- | --------------------------------------- |
| Capacidade: 10 500              | Capacidade: 11 850                        | Capacidade: 10 000                      |
|                                 |                                           |                                         |
| Segunda semana                  |                                           |                                         |
| Grupo 4                         | Grupo 5                                   | Grupo 6                                 |
| Arena Burgas Burgas, Bulgária   | Now Arena Hoffman Estates, Estados Unidos | Belgrade Arena Belgrado, Sérvia         |
| Capacidade: 4 100               | Capacidade: 10 543                        | Capacidade: 18 386                      |
|                                 |                                           |                                         |
| Terceira semana                 |                                           |                                         |
| Grupo 7                         | Grupo 8                                   | Grupo 9                                 |
| Ergo Arena Gdansk, Polônia      | Arena Stožice Liubliana, Eslovênia        | Chiba Port Arena Chiba, Japão           |
| Capacidade: 11 409              | Capacidade: 12 480                        | Capacidade: 7 512                       |
|                                 |                                           |                                         |

### Fase final
| Fase final                   | Fase final |
| ---------------------------- | ---------- |
| Ginásio Beilun Ningbo, China | Ningbo     |
| Capacidade: 8 000            | Ningbo     |
|                              | Ningbo     |

## Critérios de classificação no grupo
1. Número de vitórias;
2. Pontos;
3. Razão de sets;
4. Razão de pontos;
5. Resultado da última partida entre os times empatados.

- Placar de 3–0 ou 3–1: 3 pontos para o vencedor, nenhum para o perdedor;
- Placar de 3–2: 2 pontos para o vencedor, 1 para o perdedor.

## Fase preliminar

### Tabela
|  | Equipes classificadas para a fase final           |
|  | Equipe classificada para a fase final (país-sede) |
|  | Equipe excluída da Liga das Nações em 2026        |

|     |                |     | Jogos | Jogos | Jogos | Resultados | Resultados | Resultados | Resultados | Resultados | Resultados | Sets | Sets | Sets  | Pontos | Pontos | Pontos |
| Pos | Equipe         | Pts | T     | V     | D     | 3–0        | 3–1        | 3–2        | 2–3        | 1–3        | 0–3        | V    | P    | R     | V      | P      | R      |
| --- | -------------- | --- | ----- | ----- | ----- | ---------- | ---------- | ---------- | ---------- | ---------- | ---------- | ---- | ---- | ----- | ------ | ------ | ------ |
| 1   | Brasil         | 32  | 12    | 11    | 1     | 5          | 4          | 2          | 1          | 0          | 0          | 35   | 11   | 3.182 | 1095   | 998    | 1.097  |
| 2   | Itália         | 28  | 12    | 10    | 2     | 5          | 2          | 3          | 1          | 1          | 0          | 33   | 14   | 2.357 | 1100   | 962    | 1.143  |
| 3   | França         | 24  | 12    | 8     | 4     | 4          | 2          | 2          | 2          | 2          | 0          | 30   | 18   | 1.667 | 1124   | 1050   | 1.070  |
| 4   | Japão          | 23  | 12    | 8     | 4     | 5          | 1          | 2          | 1          | 1          | 2          | 27   | 17   | 1.588 | 1036   | 977    | 1.060  |
| 5   | Polônia        | 23  | 12    | 8     | 4     | 3          | 2          | 3          | 2          | 2          | 0          | 30   | 20   | 1.500 | 1157   | 1129   | 1.025  |
| 6   | Eslovênia      | 19  | 12    | 7     | 5     | 2          | 3          | 2          | 0          | 1          | 4          | 22   | 22   | 1,000 | 1002   | 985    | 1.017  |
| 7   | Cuba           | 20  | 12    | 6     | 6     | 0          | 4          | 2          | 4          | 2          | 0          | 28   | 26   | 1.077 | 1196   | 1174   | 1.019  |
| 8   | Irã            | 19  | 12    | 6     | 6     | 2          | 2          | 2          | 3          | 1          | 2          | 25   | 24   | 1.042 | 1088   | 1061   | 1.025  |
| 9   | Ucrânia        | 18  | 12    | 6     | 6     | 2          | 1          | 3          | 3          | 1          | 2          | 25   | 25   | 1,000 | 1087   | 1093   | 0.995  |
| 10  | Bulgária       | 17  | 12    | 6     | 6     | 3          | 1          | 2          | 1          | 2          | 3          | 22   | 23   | 0.957 | 993    | 1033   | 0.961  |
| 11  | Estados Unidos | 17  | 12    | 6     | 6     | 2          | 2          | 2          | 1          | 1          | 4          | 21   | 24   | 0.875 | 1006   | 1033   | 0.974  |
| 12  | Argentina      | 16  | 12    | 6     | 6     | 1          | 2          | 3          | 1          | 4          | 1          | 24   | 26   | 0.923 | 1114   | 1118   | 0.996  |
| 13  | Canadá         | 17  | 12    | 5     | 7     | 3          | 1          | 1          | 3          | 2          | 2          | 23   | 24   | 0.958 | 1064   | 1057   | 1.007  |
| 14  | Alemanha       | 17  | 12    | 5     | 7     | 0          | 4          | 1          | 3          | 4          | 0          | 25   | 27   | 0.926 | 1181   | 1179   | 1.002  |
| 15  | Sérvia         | 10  | 12    | 3     | 9     | 1          | 2          | 0          | 1          | 4          | 4          | 15   | 29   | 0.517 | 926    | 1038   | 0.892  |
| 16  | Turquia        | 10  | 12    | 3     | 9     | 2          | 1          | 0          | 1          | 3          | 5          | 14   | 28   | 0.500 | 945    | 992    | 0.953  |
| 17  | China          | 9   | 12    | 3     | 9     | 1          | 1          | 1          | 1          | 1          | 7          | 12   | 30   | 0.400 | 881    | 990    | 0.890  |
| 18  | Países Baixos  | 5   | 12    | 1     | 11    | 0          | 1          | 0          | 2          | 4          | 5          | 11   | 34   | 0.324 | 942    | 1068   | 0.882  |

Nota: Eslovênia ficou na frente de Cuba pelo número de vitórias (SLO 7, CUB 6); Argentina ficou na frente do Canadá e da Alemanha pelo número de vitórias (ARG 6, CAN 5, GER 5).

### Primeira semana

#### Grupo 1
- Local:  Quebec, Canadá
- As partidas seguem o horário local (UTC−04:00).

| Data   | Hora  |           | Placar |           | Set 1 | Set 2 | Set 3 | Set 4 | Set 5 | Total   | Relatório |
| ------ | ----- | --------- | ------ | --------- | ----- | ----- | ----- | ----- | ----- | ------- | --------- |
| 11 jun | 11:00 | Bulgária  | 1–3    | Itália    | 16–25 | 25–22 | 19–25 | 19–25 |       | 79–97   | Relatório |
| 11 jun | 16:30 | Argentina | 3–1    | França    | 25–22 | 13–25 | 25–22 | 25–19 |       | 88–88   | Relatório |
| 11 jun | 20:00 | Alemanha  | 2–3    | Canadá    | 25–23 | 19–25 | 25–21 | 23–25 | 11–15 | 103–109 | Relatório |
| 12 jun | 16:30 | Alemanha  | 2–3    | Itália    | 25–21 | 25–20 | 19–25 | 23–25 | 11–15 | 103–106 | Relatório |
| 12 jun | 20:00 | Argentina | 3–2    | Canadá    | 25–22 | 21–25 | 14–25 | 25–22 | 15–8  | 100–102 | Relatório |
| 13 jun | 16:30 | Bulgária  | 3–0    | Argentina | 25–21 | 25–20 | 28–26 |       |       | 78–67   | Relatório |
| 13 jun | 20:00 | França    | 3–1    | Itália    | 25–18 | 25–22 | 19–25 | 26–24 |       | 95–89   | Relatório |
| 14 jun | 16:30 | Canadá    | 2–3    | França    | 22–25 | 27–29 | 29–27 | 25–21 | 6–15  | 109–117 | Relatório |
| 14 jun | 20:00 | Bulgária  | 3–2    | Alemanha  | 25–22 | 22–25 | 25–19 | 23–25 | 15–12 | 110–103 | Relatório |
| 15 jun | 11:00 | Argentina | 1–3    | Itália    | 23–25 | 25–17 | 35–37 | 21–25 |       | 104–104 | Relatório |
| 15 jun | 14:30 | Alemanha  | 3–1    | França    | 23–25 | 25–19 | 29–27 | 29–27 |       | 106–98  | Relatório |
| 15 jun | 18:00 | Bulgária  | 0–3    | Canadá    | 24–26 | 23–25 | 19–25 |       |       | 66–76   | Relatório |

#### Grupo 2
- Local:  Rio de Janeiro, Brasil
- As partidas seguem o horário local (UTC−03:00).

| Data   | Hora  |                | Placar |                | Set 1 | Set 2 | Set 3 | Set 4 | Set 5 | Total   | Relatório |
| ------ | ----- | -------------- | ------ | -------------- | ----- | ----- | ----- | ----- | ----- | ------- | --------- |
| 11 jun | 14:00 | Ucrânia        | 3–0    | Estados Unidos | 25–22 | 25–20 | 25–23 |       |       | 75–65   | Relatório |
| 11 jun | 17:30 | Brasil         | 3–0    | Irã            | 25–19 | 25–16 | 25–18 |       |       | 75–53   | Relatório |
| 11 jun | 21:00 | Eslovênia      | 3–1    | Cuba           | 25–22 | 21–25 | 25–18 | 25–15 |       | 96–80   | Relatório |
| 12 jun | 17:30 | Brasil         | 2–3    | Cuba           | 25–27 | 24–26 | 25–21 | 25–20 | 13–15 | 112–109 | Relatório |
| 12 jun | 21:00 | Estados Unidos | 3–2    | Irã            | 19–25 | 21–25 | 25–21 | 25–23 | 17–15 | 107–109 | Relatório |
| 13 jun | 17:30 | Ucrânia        | 3–2    | Cuba           | 25–22 | 20–25 | 25–20 | 17–25 | 15–12 | 102–104 | Relatório |
| 13 jun | 21:00 | Irã            | 2–3    | Eslovênia      | 25–17 | 23–25 | 18–25 | 25–18 | 12–15 | 103–100 | Relatório |
| 14 jun | 10:00 | Ucrânia        | 2–3    | Brasil         | 25–19 | 25–14 | 22–25 | 23–25 | 10–15 | 105–98  | Relatório |
| 14 jun | 13:30 | Estados Unidos | 1–3    | Eslovênia      | 22–25 | 25–27 | 25–20 | 23–25 |       | 95–97   | Relatório |
| 15 jun | 10:00 | Brasil         | 3–0    | Eslovênia      | 25–19 | 29–27 | 25–19 |       |       | 79–65   | Relatório |
| 15 jun | 13:30 | Ucrânia        | 2–3    | Irã            | 30–28 | 20–25 | 25–22 | 21–25 | 9–15  | 105–115 | Relatório |
| 15 jun | 17:00 | Cuba           | 1–3    | Estados Unidos | 22–25 | 18–25 | 25–18 | 23–25 |       | 88–93   | Relatório |

#### Grupo 3
- Local:  Xian, China
- As partidas seguem o horário local (UTC+08:00).

| Data   | Hora  |               | Placar |               | Set 1 | Set 2 | Set 3 | Set 4 | Set 5 | Total   | Relatório |
| ------ | ----- | ------------- | ------ | ------------- | ----- | ----- | ----- | ----- | ----- | ------- | --------- |
| 11 jun | 13:30 | Polônia       | 3–1    | Países Baixos | 25–22 | 22–25 | 25–22 | 25–22 |       | 97–91   | Relatório |
| 11 jun | 17:00 | China         | 0–3    | Japão         | 23–25 | 14–25 | 22–25 |       |       | 59–75   | Relatório |
| 11 jun | 20:30 | Sérvia        | 3–1    | Turquia       | 12–25 | 25–22 | 25–23 | 25–23 |       | 87–93   | Relatório |
| 12 jun | 17:00 | China         | 3–0    | Sérvia        | 25–23 | 25–23 | 25–20 |       |       | 75–66   | Relatório |
| 12 jun | 20:30 | Polônia       | 3–1    | Japão         | 27–25 | 25–22 | 18–25 | 39–37 |       | 109–109 | Relatório |
| 13 jun | 17:00 | Japão         | 3–0    | Sérvia        | 25–20 | 25–23 | 26–24 |       |       | 76–67   | Relatório |
| 13 jun | 20:30 | Países Baixos | 3–1    | Turquia       | 21–25 | 25–23 | 25–22 | 25–23 |       | 96–93   | Relatório |
| 14 jun | 15:00 | China         | 3–1    | Países Baixos | 25–19 | 25–20 | 13–25 | 25–17 |       | 88–81   | Relatório |
| 14 jun | 19:00 | Turquia       | 0–3    | Polônia       | 26–28 | 23–25 | 21–25 |       |       | 70–78   | Relatório |
| 15 jun | 11:30 | Países Baixos | 0–3    | Japão         | 18–25 | 23–25 | 18–25 |       |       | 59–75   | Relatório |
| 15 jun | 15:00 | China         | 0–3    | Turquia       | 22–25 | 21–25 | 20–25 |       |       | 63–75   | Relatório |
| 15 jun | 19:00 | Polônia       | 3–0    | Sérvia        | 25–21 | 25–20 | 25–23 |       |       | 75–64   | Relatório |

### Segunda semana

#### Grupo 4
- Local:  Burgas, Bulgária
- As partidas seguem o horário local (UTC+03:00).

| Data   | Hora  |           | Placar |           | Set 1 | Set 2 | Set 3 | Set 4 | Set 5 | Total   | Relatório |
| ------ | ----- | --------- | ------ | --------- | ----- | ----- | ----- | ----- | ----- | ------- | --------- |
| 25 jun | 12:30 | Ucrânia   | 0–3    | França    | 23–25 | 21–25 | 17–25 |       |       | 61–75   | Relatório |
| 25 jun | 16:00 | Turquia   | 0–3    | Eslovênia | 16–25 | 22–25 | 18–25 |       |       | 56–75   | Relatório |
| 25 jun | 19:30 | Bulgária  | 3–0    | Japão     | 27–25 | 25–23 | 25–19 |       |       | 77–67   | Relatório |
| 26 jun | 15:00 | França    | 2–3    | Japão     | 22–25 | 25–19 | 25–22 | 20–25 | 11–15 | 103–106 | Relatório |
| 26 jun | 18:30 | Turquia   | 0–3    | Ucrânia   | 11–25 | 22–25 | 21–25 |       |       | 54–75   | Relatório |
| 27 jun | 15:00 | Ucrânia   | 3–2    | Japão     | 24–26 | 25–17 | 25–18 | 22–25 | 15–13 | 111–99  | Relatório |
| 27 jun | 19:30 | Bulgária  | 3–1    | Eslovênia | 18–25 | 25–23 | 25–21 | 25–22 |       | 93–91   | Relatório |
| 28 jun | 15:30 | Eslovênia | 0–3    | França    | 23–25 | 27–29 | 23–25 |       |       | 73–79   | Relatório |
| 28 jun | 19:00 | Bulgária  | 0–3    | Turquia   | 20–25 | 20–25 | 21–25 |       |       | 61–75   | Relatório |
| 29 jun | 12:00 | Eslovênia | 0–3    | Japão     | 25–27 | 15–25 | 16–25 |       |       | 56–77   | Relatório |
| 29 jun | 15:30 | Turquia   | 0–3    | França    | 20–25 | 18–25 | 19–25 |       |       | 57–75   | Relatório |
| 29 jun | 19:00 | Bulgária  | 1–3    | Ucrânia   | 25–20 | 19–25 | 24–26 | 22–25 |       | 90–96   | Relatório |

#### Grupo 5
- Local:  Hoffman Estates, Estados Unidos
- As partidas seguem o horário local (UTC−05:00).

| Data   | Hora  |                | Placar |                | Set 1 | Set 2 | Set 3 | Set 4 | Set 5 | Total   | Relatório |
| ------ | ----- | -------------- | ------ | -------------- | ----- | ----- | ----- | ----- | ----- | ------- | --------- |
| 25 jun | 12:30 | Itália         | 3–2    | Polônia        | 25–17 | 23–25 | 21–25 | 25–20 | 15–11 | 109–98  | Relatório |
| 25 jun | 16:00 | Canadá         | 0–3    | Brasil         | 22–25 | 17–25 | 17–25 |       |       | 56–75   | Relatório |
| 25 jun | 19:30 | China          | 2–3    | Estados Unidos | 22–25 | 25–21 | 25–19 | 16–25 | 11–15 | 99–105  | Relatório |
| 26 jun | 16:00 | Brasil         | 3–0    | China          | 25–22 | 25–16 | 25–23 |       |       | 75–61   | Relatório |
| 26 jun | 19:30 | Canadá         | 0–3    | Estados Unidos | 23–25 | 22–25 | 28–30 |       |       | 73–80   | Relatório |
| 27 jun | 16:00 | China          | 0–3    | Itália         | 18–25 | 15–25 | 19–25 |       |       | 52–75   | Relatório |
| 27 jun | 19:30 | Canadá         | 2–3    | Polônia        | 32–30 | 25–14 | 17–25 | 23–25 | 13–15 | 110–109 | Relatório |
| 28 jun | 16:00 | Brasil         | 3–2    | Itália         | 25–22 | 21–25 | 33–31 | 17–25 | 15–13 | 111–116 | Relatório |
| 28 jun | 19:30 | Estados Unidos | 0–3    | Polônia        | 20–25 | 21–25 | 22–25 |       |       | 63–75   | Relatório |
| 29 jun | 12:30 | China          | 0–3    | Canadá         | 23–25 | 20–25 | 23–25 |       |       | 66–75   | Relatório |
| 29 jun | 16:00 | Brasil         | 3–1    | Polônia        | 25–21 | 25–21 | 21–25 | 28–26 |       | 99–93   | Relatório |
| 29 jun | 19:30 | Estados Unidos | 0–3    | Itália         | 21–25 | 22–25 | 18–25 |       |       | 61–75   | Relatório |

#### Grupo 6
- Local:  Belgrado, Sérvia
- As partidas seguem o horário local (UTC+02:00).

| Data   | Hora  |               | Placar |               | Set 1 | Set 2 | Set 3 | Set 4 | Set 5 | Total   | Relatório |
| ------ | ----- | ------------- | ------ | ------------- | ----- | ----- | ----- | ----- | ----- | ------- | --------- |
| 25 jun | 13:00 | Alemanha      | 1–3    | Cuba          | 25–19 | 18–25 | 22–25 | 21–25 |       | 86–94   | Relatório |
| 25 jun | 16:30 | Países Baixos | 0–3    | Argentina     | 20–25 | 14–25 | 22–25 |       |       | 56–75   | Relatório |
| 25 jun | 20:00 | Sérvia        | 1–3    | Irã           | 21–25 | 19–25 | 25–23 | 23–25 |       | 88–98   | Relatório |
| 26 jun | 16:30 | Países Baixos | 1–3    | Alemanha      | 26–24 | 22–25 | 21–25 | 24–26 |       | 93–100  | Relatório |
| 26 jun | 20:00 | Sérvia        | 1–3    | Cuba          | 25–22 | 22–25 | 16–25 | 16–25 |       | 79–97   | Relatório |
| 27 jun | 16:30 | Argentina     | 1–3    | Irã           | 21–25 | 25–22 | 22–25 | 22–25 |       | 90–97   | Relatório |
| 27 jun | 20:00 | Países Baixos | 1–3    | Cuba          | 25–21 | 18–25 | 21–25 | 28–30 |       | 92–101  | Relatório |
| 28 jun | 16:30 | Alemanha      | 3–1    | Irã           | 25–22 | 23–25 | 26–24 | 25–22 |       | 99–93   | Relatório |
| 28 jun | 20:00 | Sérvia        | 1–3    | Argentina     | 25–18 | 18–25 | 23–25 | 12–25 |       | 78–93   | Relatório |
| 29 jun | 13:00 | Irã           | 3–2    | Países Baixos | 25–19 | 22–25 | 21–25 | 25–19 | 15–9  | 108–97  | Relatório |
| 29 jun | 16:30 | Cuba          | 2–3    | Argentina     | 25–23 | 23–25 | 21–25 | 25–21 | 11–15 | 105–109 | Relatório |
| 29 jun | 20:00 | Alemanha      | 3–1    | Sérvia        | 25–20 | 25–21 | 23–25 | 25–17 |       | 98–83   | Relatório |

### Terceira semana

#### Grupo 7
- Local:  Gdansk, Polônia
- As partidas seguem o horário local (UTC+02:00).

| Data   | Hora  |          | Placar |          | Set 1 | Set 2 | Set 3 | Set 4 | Set 5 | Total   | Relatório |
| ------ | ----- | -------- | ------ | -------- | ----- | ----- | ----- | ----- | ----- | ------- | --------- |
| 16 jul | 13:00 | China    | 1–3    | França   | 25–22 | 22–25 | 23–25 | 17–25 |       | 87–97   | Relatório |
| 16 jul | 16:30 | Bulgária | 2–3    | Cuba     | 25–23 | 16–25 | 25–23 | 25–27 | 13–15 | 104–113 | Relatório |
| 16 jul | 20:00 | Irã      | 2–3    | Polônia  | 19–25 | 25–23 | 18–25 | 25–21 | 8–15  | 95–109  | Relatório |
| 17 jul | 16:30 | China    | 0–3    | Irã      | 26–28 | 21–25 | 17–25 |       |       | 64–78   | Relatório |
| 17 jul | 20:00 | Cuba     | 3–1    | Polônia  | 22–25 | 25–19 | 25–21 | 26–24 |       | 98–89   | Relatório |
| 18 jul | 16:30 | Cuba     | 2–3    | França   | 25–20 | 15–25 | 25–23 | 21–25 | 9–15  | 95–108  | Relatório |
| 18 jul | 20:00 | China    | 0–3    | Bulgária | 23–25 | 16–25 | 24–26 |       |       | 63–76   | Relatório |
| 19 jul | 17:00 | Bulgária | 3–2    | Polônia  | 17–25 | 25–22 | 25–23 | 27–29 | 15–11 | 109–110 | Relatório |
| 19 jul | 20:30 | Irã      | 0–3    | França   | 24–26 | 16–25 | 24–26 |       |       | 64–77   | Relatório |
| 20 jul | 13:30 | China    | 3–2    | Cuba     | 20–25 | 25–23 | 15–25 | 25–22 | 19–17 | 104–112 | Relatório |
| 20 jul | 17:00 | Bulgária | 0–3    | Irã      | 17–25 | 17–25 | 16–25 |       |       | 50–75   | Relatório |
| 20 jul | 20:30 | França   | 2–3    | Polônia  | 30–32 | 25–20 | 20–25 | 25–23 | 12–15 | 112–115 | Relatório |

#### Grupo 8
- Local:  Liubliana, Eslovênia
- As partidas seguem o horário local (UTC+02:00).

| Data   | Hora  |               | Placar |               | Set 1 | Set 2 | Set 3 | Set 4 | Set 5 | Total   | Relatório |
| ------ | ----- | ------------- | ------ | ------------- | ----- | ----- | ----- | ----- | ----- | ------- | --------- |
| 16 jul | 13:00 | Ucrânia       | 3–2    | Países Baixos | 25–21 | 20–25 | 20–25 | 26–24 | 15–13 | 106–108 | Relatório |
| 16 jul | 16:30 | Sérvia        | 0–3    | Itália        | 15–25 | 14–25 | 16–25 |       |       | 45–75   | Relatório |
| 16 jul | 20:30 | Canadá        | 1–3    | Eslovênia     | 25–21 | 21–25 | 19–25 | 21–25 |       | 86–96   | Relatório |
| 17 jul | 16:30 | Ucrânia       | 2–3    | Itália        | 15–25 | 20–25 | 25–16 | 25–23 | 10–15 | 95–104  | Relatório |
| 17 jul | 20:30 | Países Baixos | 0–3    | Eslovênia     | 18–25 | 19–25 | 21–25 |       |       | 58–75   | Relatório |
| 18 jul | 16:30 | Ucrânia       | 0–3    | Sérvia        | 22–25 | 19–25 | 17–25 |       |       | 58–75   | Relatório |
| 18 jul | 20:00 | Países Baixos | 0–3    | Canadá        | 22–25 | 20–25 | 15–25 |       |       | 57–75   | Relatório |
| 19 jul | 16:30 | Sérvia        | 3–1    | Canadá        | 15–25 | 25–22 | 25–18 | 25–22 |       | 90–87   | Relatório |
| 19 jul | 20:30 | Eslovênia     | 0–3    | Itália        | 22–25 | 20–25 | 23–25 |       |       | 65–75   | Relatório |
| 20 jul | 13:00 | Ucrânia       | 1–3    | Canadá        | 21–25 | 27–25 | 29–31 | 21–25 |       | 98–106  | Relatório |
| 20 jul | 16:30 | Países Baixos | 0–3    | Itália        | 13–25 | 22–25 | 19–25 |       |       | 54–75   | Relatório |
| 20 jul | 20:30 | Sérvia        | 2–3    | Eslovênia     | 21–25 | 25–23 | 25–23 | 18–25 | 15–17 | 104–113 | Relatório |

#### Grupo 9
- Local:  Chiba, Japão
- As partidas seguem o horário local (UTC+09:00).

| Data   | Hora  |                | Placar |                | Set 1 | Set 2 | Set 3 | Set 4 | Set 5 | Total   | Relatório |
| ------ | ----- | -------------- | ------ | -------------- | ----- | ----- | ----- | ----- | ----- | ------- | --------- |
| 16 jul | 12:00 | Argentina      | 1–3    | Brasil         | 21–25 | 23–25 | 26–24 | 18–25 |       | 88–99   | Relatório |
| 16 jul | 15:30 | Turquia        | 0–3    | Estados Unidos | 24–26 | 21–25 | 27–29 |       |       | 72–80   | Relatório |
| 16 jul | 19:20 | Alemanha       | 1–3    | Japão          | 25–21 | 20–25 | 23–25 | 20–25 |       | 88–96   | Relatório |
| 17 jul | 15:30 | Turquia        | 3–1    | Alemanha       | 29–27 | 25–22 | 18–25 | 30–28 |       | 102–102 | Relatório |
| 17 jul | 19:20 | Argentina      | 2–3    | Japão          | 25–23 | 25–23 | 21–25 | 23–25 | 13–15 | 107–111 | Relatório |
| 18 jul | 15:30 | Argentina      | 1–3    | Estados Unidos | 23–25 | 25–20 | 20–25 | 23–25 |       | 91–95   | Relatório |
| 18 jul | 19:20 | Brasil         | 3–0    | Japão          | 25–21 | 25–23 | 28–26 |       |       | 78–70   | Relatório |
| 19 jul | 15:30 | Turquia        | 1–3    | Brasil         | 22–25 | 24–26 | 25–22 | 22–25 |       | 93–98   | Relatório |
| 19 jul | 19:30 | Alemanha       | 3–2    | Estados Unidos | 25–22 | 22–25 | 17–25 | 25–15 | 15–12 | 104–99  | Relatório |
| 20 jul | 11:00 | Turquia        | 2–3    | Argentina      | 25–18 | 21–25 | 19–25 | 25–17 | 15–17 | 105–102 | Relatório |
| 20 jul | 14:30 | Alemanha       | 1–3    | Brasil         | 25–21 | 23–25 | 20–25 | 21–25 |       | 89–96   | Relatório |
| 20 jul | 19:20 | Estados Unidos | 0–3    | Japão          | 21–25 | 19–25 | 23–25 |       |       | 63–75   | Relatório |

## Fase final
|  | Quartas de final | Quartas de final |             |   | Semifinais     | Semifinais     |  |  | Final | Final |
|  |                  |                  |             |   |                |                |  |  |       |       |
|  | 30 de julho      |                  |             |   |                |                |  |  |       |       |
|  |                  |                  |             |   |                |                |  |  |       |       |
|  | Brasil           | 3                |             |   |                |                |  |  |       |       |
|  | Brasil           | 3                | 2 de agosto |   |                |                |  |  |       |       |
|  | China            | 1                |             |   |                |                |  |  |       |       |
|  | China            | 1                | Brasil      | 0 |                |                |  |  |       |       |
|  | 31 de julho      |                  | Brasil      | 0 |                |                |  |  |       |       |
|  |                  | Polônia          | 3           |   |                |                |  |  |       |       |
|  | Japão            | Polônia          | 3           | 0 |                |                |  |  |       |       |
|  | Japão            |                  | 3 de agosto | 0 |                |                |  |  |       |       |
|  | Polônia          | 3                |             |   |                |                |  |  |       |       |
|  | Polônia          | 3                | Polônia     | 3 |                |                |  |  |       |       |
|  | 30 de julho      |                  | Polônia     | 3 |                |                |  |  |       |       |
|  |                  | Itália           | 0           |   |                |                |  |  |       |       |
|  | Itália           | Itália           | 0           | 3 |                |                |  |  |       |       |
|  | Itália           | 2 de agosto      |             | 3 |                |                |  |  |       |       |
|  | Cuba             | 1                |             |   |                |                |  |  |       |       |
|  | Cuba             | 1                | Itália      | 3 |                |                |  |  |       |       |
|  | 31 de julho      |                  | Itália      | 3 |                |                |  |  |       |       |
|  |                  | Eslovênia        | 1           |   | Terceiro lugar | Terceiro lugar |  |  |       |       |
|  | França           | Eslovênia        | 1           | 1 | Terceiro lugar | Terceiro lugar |  |  |       |       |
|  | França           |                  | 3 de agosto | 1 |                |                |  |  |       |       |
|  | Eslovênia        | 3                |             |   |                |                |  |  |       |       |
|  | Eslovênia        | 3                | Brasil      | 3 |                |                |  |  |       |       |
|  |                  |                  |             |   |                |                |  |  |       |       |
|  | Eslovênia        | 1                |             |   |                |                |  |  |       |       |
|  | Eslovênia        | 1                |             |   |                |                |  |  |       |       |

- As partidas seguem o horário local (UTC+08:00).

### Quartas de final
| Data   | Hora  |        | Placar |           | Set 1 | Set 2 | Set 3 | Set 4 | Set 5 | Total  | Relatório |
| ------ | ----- | ------ | ------ | --------- | ----- | ----- | ----- | ----- | ----- | ------ | --------- |
| 30 jul | 15:00 | Itália | 3–1    | Cuba      | 25–18 | 25–19 | 20–25 | 25–21 |       | 95–83  | Relatório |
| 30 jul | 19:00 | Brasil | 3–1    | China     | 29–31 | 25–19 | 25–16 | 25–21 |       | 104–87 | Relatório |
| 31 jul | 15:00 | França | 1–3    | Eslovênia | 22–25 | 25–15 | 19–25 | 18–25 |       | 84–90  | Relatório |
| 31 jul | 19:00 | Japão  | 0–3    | Polônia   | 23–25 | 24–26 | 12–25 |       |       | 59–76  | Relatório |

### Semifinais
| Data  | Hora  |        | Placar |           | Set 1 | Set 2 | Set 3 | Set 4 | Set 5 | Total | Relatório |
| ----- | ----- | ------ | ------ | --------- | ----- | ----- | ----- | ----- | ----- | ----- | --------- |
| 2 ago | 15:00 | Itália | 3–1    | Eslovênia | 25–22 | 22–25 | 25–21 | 25–18 |       | 97–86 | Relatório |
| 2 ago | 19:00 | Brasil | 0–3    | Polônia   | 26–28 | 19–25 | 21–25 |       |       | 66–78 | Relatório |

### Terceiro lugar
| Data  | Hora  |        | Placar |           | Set 1 | Set 2 | Set 3 | Set 4 | Set 5 | Total | Relatório |
| ----- | ----- | ------ | ------ | --------- | ----- | ----- | ----- | ----- | ----- | ----- | --------- |
| 3 ago | 15:00 | Brasil | 3–1    | Eslovênia | 23–25 | 25–20 | 25–23 | 25–19 |       | 98–87 | Relatório |

### Final
| Data  | Hora  |         | Placar |        | Set 1 | Set 2 | Set 3 | Set 4 | Set 5 | Total | Relatório |
| ----- | ----- | ------- | ------ | ------ | ----- | ----- | ----- | ----- | ----- | ----- | --------- |
| 3 ago | 19:00 | Polônia | 3–0    | Itália | 25–22 | 25–19 | 25–14 | –     | –     | 75–55 | Relatório |

## Classificação final
| Campeão | Vice-campeão | Terceiro lugar |
| PolôniaJakub Popiwczak · Marcin Komenda · Wilfredo León · Bartosz Bednorz · Artur Szalpuk · Jakub Kochanowski · Kamil Semeniuk · Maksymilian Granieczny · Tomasz Fornal · Bartłomiej Bołądź · Szymon Jakubiszak · Kewin Sasak · Jakub Nowak · Jan Firlej | ItáliaAlessandro Michieletto · Simone Giannelli · Fabio Balaso · Riccardo Sbertoli · Kamil Rychlicki · Mattia Bottolo · Gianluca Galassi · Daniele Lavia · Yuri Romanò · Simone Anzani · Giovanni Sanguinetti · Giovanni Gargiulo · Domenico Pace · Luca Porro | BrasilAlan Souza · Matheus Gonçalves · Adriano Xavier · Matheus Bispo · Henrique Honorato · Judson Cunha · Fernando Kreling · Maique Nascimento · Ricardo Lucarelli · Arthur Bento · Lukas Bergmann · Flávio Gualberto · Chizoba Atu · Darlan Souza |

| 4  | Eslovênia      |
| 5  | França         |
| 6  | Japão          |
| 7  | Cuba           |
| 8  | China          |
| 9  | Irã            |
| 10 | Ucrânia        |
| 11 | Bulgária       |
| 12 | Estados Unidos |
| 13 | Argentina      |
| 14 | Canadá         |
| 15 | Alemanha       |
| 16 | Sérvia         |
| 17 | Turquia        |
| 18 | Países Baixos  |

Fonte: Volleyball World

## Prêmios individuais
A seleção do campeonato foi composta pelos seguintes jogadores:
- MVP (Most Valuable Player):  Jakub Kochanowski[9]